# Anne Jeffreys
 (septembre 2017).
Si vous disposez d'ouvrages ou d'articles de référence ou si vous connaissez des sites web de qualité traitant du thème abordé ici, merci de compléter l'article en donnant les références utiles à sa vérifiabilité et en les liant à la section « Notes et références ».
Pour les articles homonymes, voir Jeffreys et Carmichael.
Annie Jeffreys Carmichael dite Anne Jeffreys est une actrice et chanteuse américaine, née le 26 janvier 1923 à Goldsboro (Caroline du Nord) et morte le 27 septembre 2017.

## Biographie

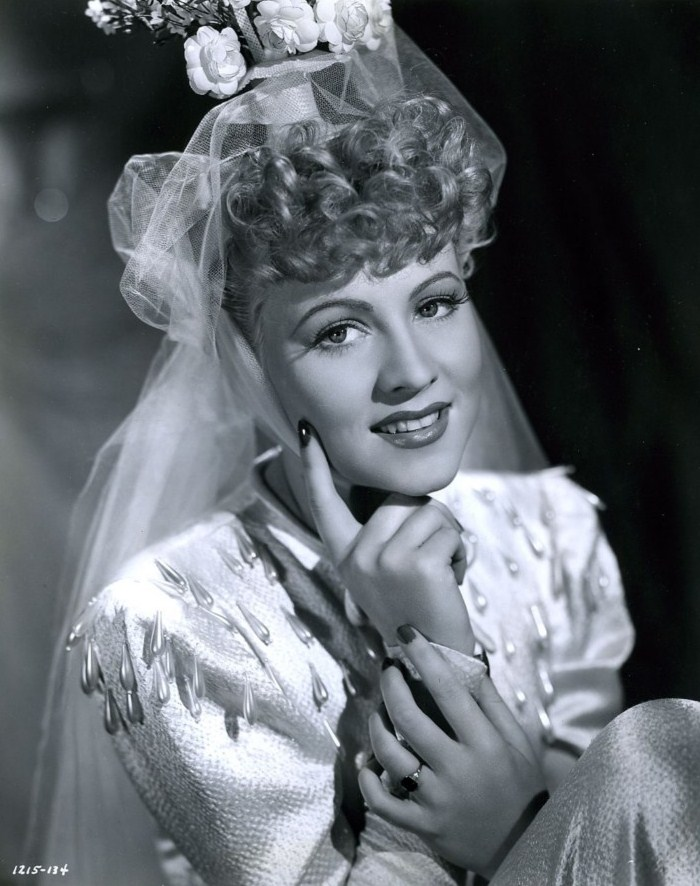
Dans Ma femme est un ange
(1942, photo promotionnelle)

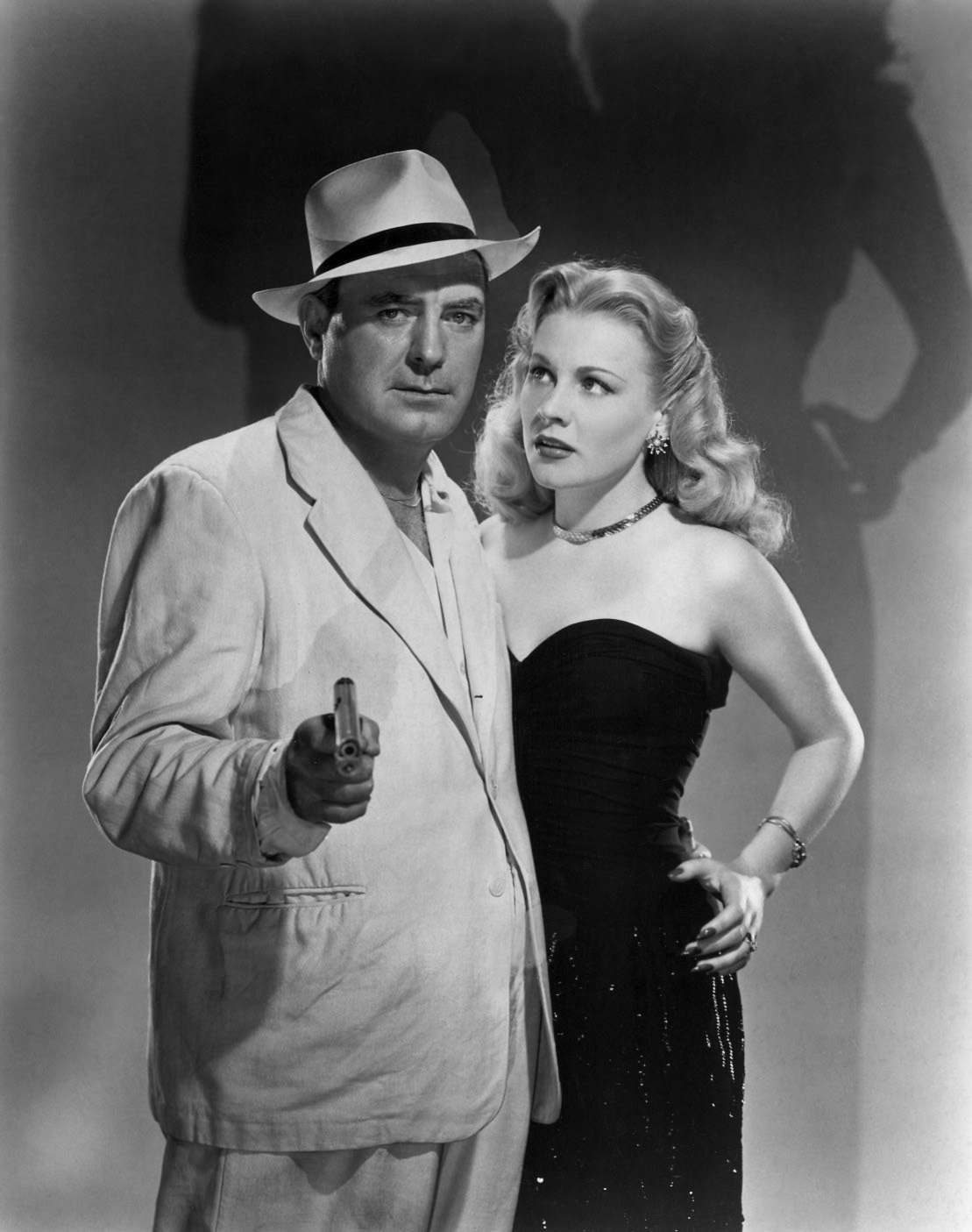
Avec Pat O'Brien, dans Riffraff
(1947, photo promotionnelle)

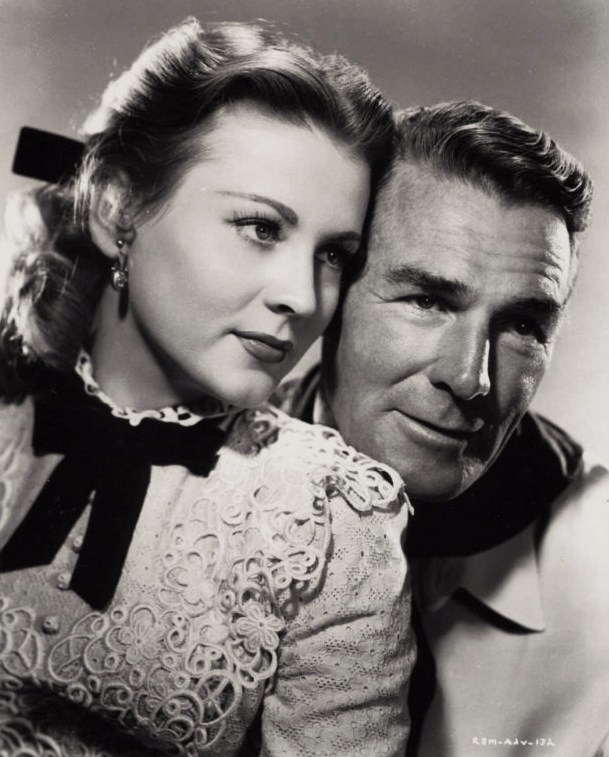
Avec Randolph Scott, dans Far West 89
(1948, photo promotionnelle)

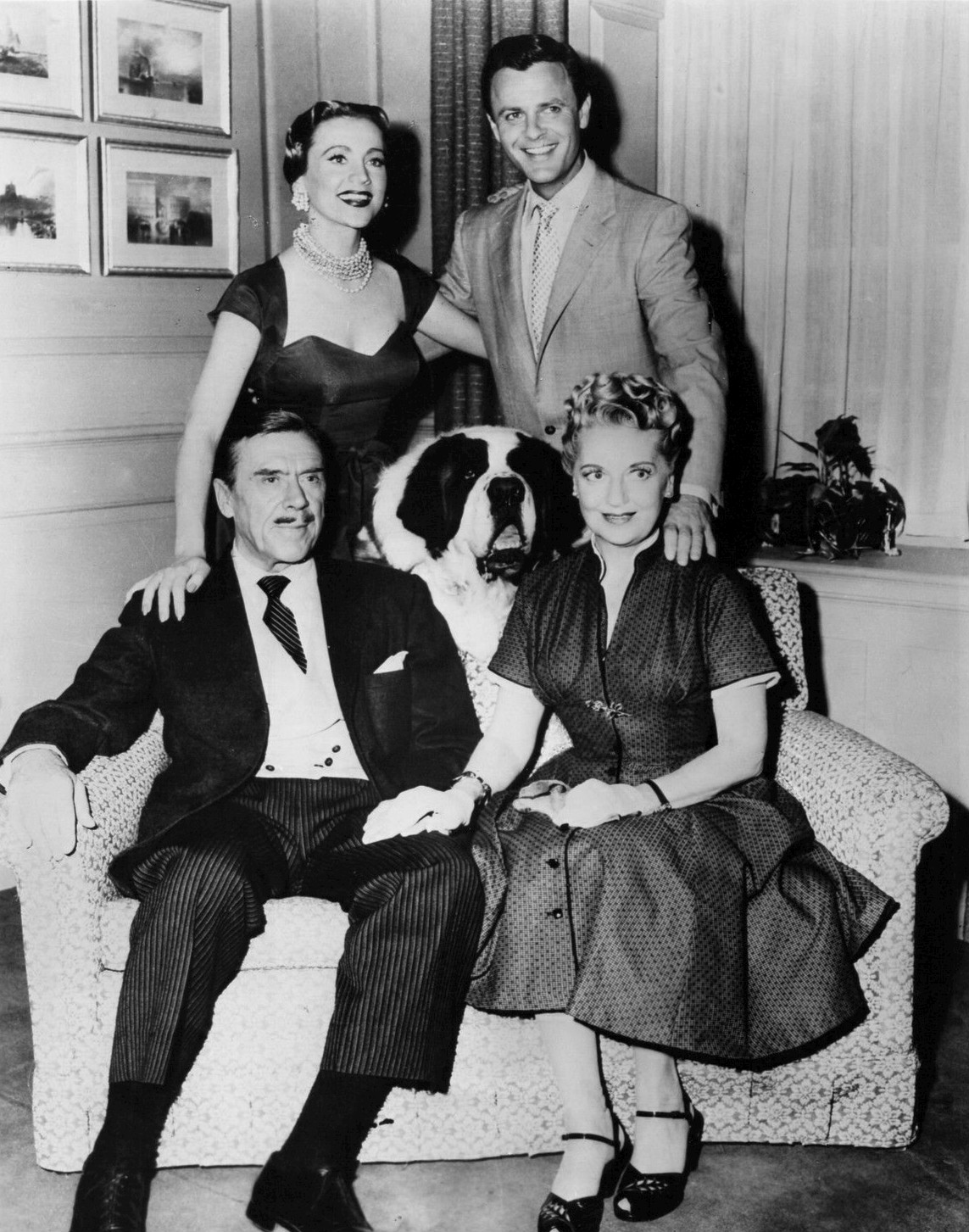
Anne Jeffreys, Robert Sterling (debout),
Leo G. Carroll et Lee Patrick (assis),
dans Topper (1953, photo promotionnelle)

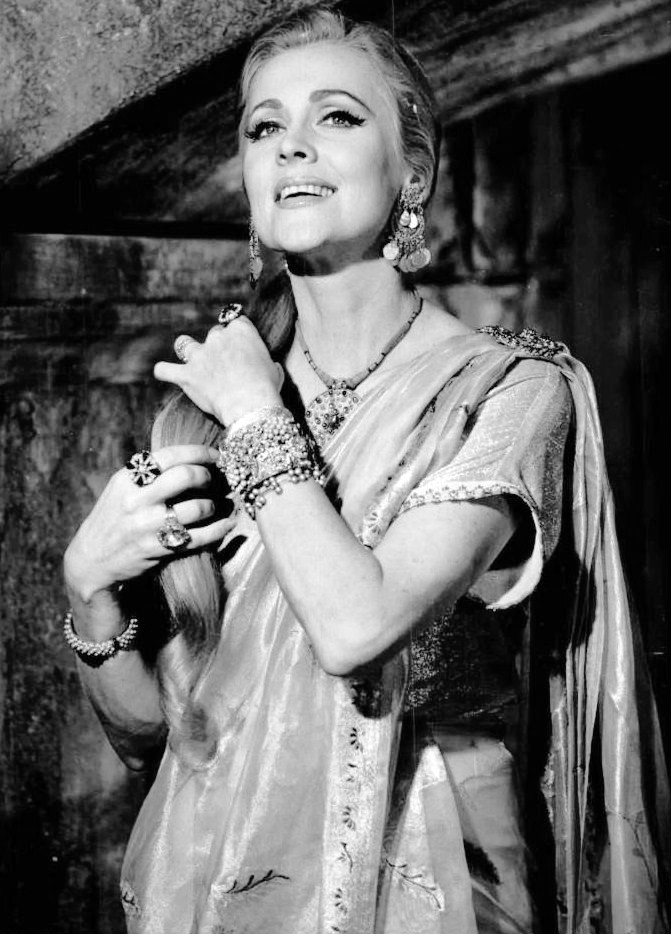
Dans Des agents très spéciaux, épisode L'Usurpateur (1966, photo promotionnelle de 1967)

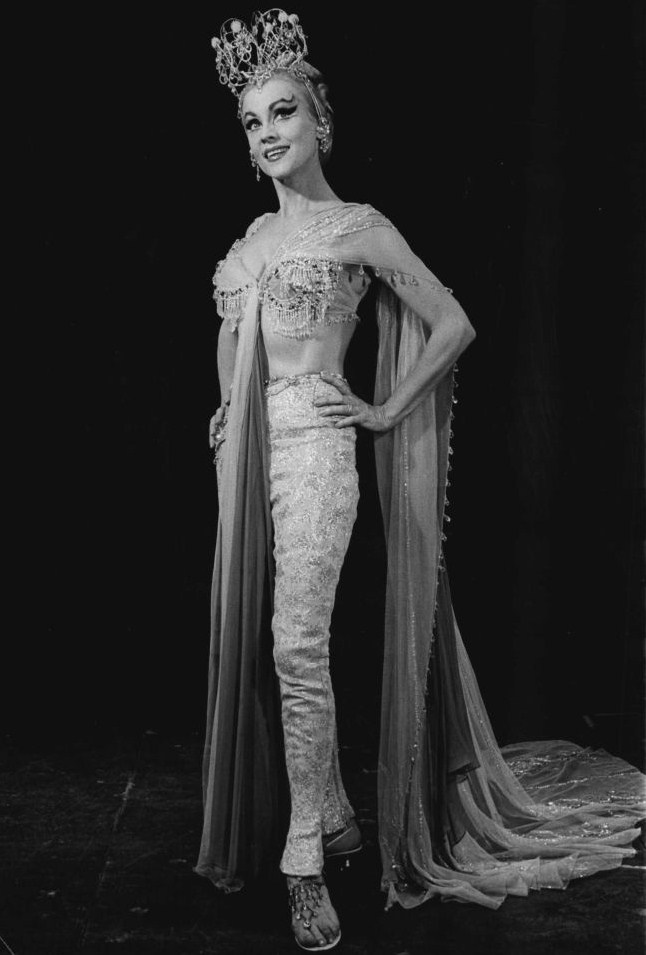
Dans Kismet (1965, photo promotionnelle)

Après avoir envisagé une carrière de chanteuse d'opéra, elle se rend à Hollywood et y débute au cinéma sous le pseudonyme d'Anne Jeffreys, dans dix films sortis en 1942, dont Ma femme est un ange, film musical de W. S. Van Dyke (où elle chante), avec Jeanette MacDonald et Nelson Eddy. Elle tient des petits rôles non crédités dans quatre d'entre eux, comme Les Tigres volants de David Miller, avec John Wayne.
Dans les années 1940, elle contribue en tout à trente-cinq films américains, le dernier étant le western Far-West 89 de Ray Enright, sorti en 1948, avec Randolph Scott, Robert Ryan et Gabby Hayes (à noter qu'elle avait déjà tourné neuf autres westerns avec ce dernier). Citons également Dillinger, l'ennemi public n° 1 de Max Nosseck (1945), où elle est l'amie de John Dillinger, personnifié par Lawrence Tierney.
De 1951 à 2008 (à ce jour, outre des prestations comme elle-même), Anne Jeffreys est principalement active à la télévision, où elle collabore à six téléfilms et trente-sept séries. Elle ne revient au cinéma qu'à l'occasion de six films, le premier étant Garçonnière pour quatre de Michael Gordon (avec Kim Novak et James Garner), sorti en 1962. L'avant-dernier est Richard III (2008, avec David Carradine et Richard Tyson). Son dernier film à ce jour est sorti en mai 2012 (un septième est actuellement en pré-production).
Elle s’éteint le 27 septembre 2017 à Los Angeles à l’âge de 94 ans.
L'une de ses séries notables est Topper (cinquante-trois épisodes, 1953-1955), où elle tient le rôle récurrent de Marion Kerby, aux côtés de Robert Sterling (1917-2006) qu'elle avait épousé en 1951, et dont elle est restée veuve à la mort de l'acteur en 2006. Mentionnons aussi la série-western La Grande Caravane (deux épisodes, 1957-1962, le premier avec son mari), L'Île fantastique (trois épisodes, 1978-1982), le feuilleton Falcon Crest (six épisodes, 1982-1983) et Alerte à Malibu (cinq épisodes, 1993-1998).
Comme actrice et chanteuse, Anne Jeffreys se produit notamment au théâtre à Broadway (New York), où elle débute en 1947 dans le drame musical Street Scene, sur une musique de Kurt Weill. Puis elle participe à trois comédies musicales (la troisième en 1952), dont Kiss Me, Kate (1948-1951), où elle remplace Patricia Morison en cours de production dans le rôle de Kate, aux côtés de Keith Andes (remplaçant lui Alfred Drake).
Pour sa contribution à la télévision, une étoile lui est dédiée sur le Walk of Fame d'Hollywood Boulevard.

## Filmographie partielle

### Au cinéma
- 1942 : Billy the Kid Trapped de Sam Newfield
- 1942 : Les Aventures de Tarzan à New York (Tarzan's New York Adventure) de Richard Thorpe
- 1942 : X Marks the Spot de George Sherman
- 1942 : Ma femme est un ange (I Married an Angel), de W. S. Van Dyke
- 1942 : Judy, espionne improvisée (Joan of Ozark) de Joseph Santley
- 1942 : The Old Homestead (en)  de Frank McDonald
- 1942 : Les Tigres volants (Flying Tigers) de David Miller
- 1943 : The Man from Thunder River de John English
- 1943 : Chatterbox de Joseph Santley
- 1943 : Bordertown Gun Fighters (en) d'Howard Bretherton
- 1944 : Dansons gaiement (Step Lively) de Tim Whelan
- 1944 : Hidden Valley Outlaws (en) d'Howard Bretherton
- 1945 : Zombies on Broadway de Gordon Douglas
- 1945 : Sing Your Way Home d'Anthony Mann
- 1945 : Dick Tracy de William Berke
- 1945 : Dillinger, l'ennemi public n° 1 (Dillinger) de Max Nosseck
- 1945 : Le Charme de l'amour (Those Endearing Young Charms) de Lewis Allen
- 1946 : Vacation in Reno de Leslie Goodwins
- 1946 : Step by Step de Phil Rosen
- 1946 : Dick Tracy contre Cueball (Dick Tracy vs. Cueball) de Gordon Douglas
- 1947 : Riffraff de Ted Tetzlaff
- 1947 : Du sang sur la piste (Trail Street) de Ray Enright
- 1948 : Far West 89 (Return of the Bad Men) de Ray Enright
- 1962 : Garçonnière pour quatre (Boys' Night Out) de Michael Gordon
- 1994 : Clifford de Paul Flaherty
- 2008 : Richard III de Scott M. Anderson

### À la télévision
Séries
- 1953-1955 : Topper
  - Saisons 1 et 2, 53 épisodes : Marion Kerby
- 1957-1962 : La Grande Caravane (Wagon Train)
  - Saison 1, épisode 14 The Julie Gage Story (1957) de Sidney Lanfield
  - Saison 5, épisode 32 The Mary Beckett Story (1962)
- 1965 : Le Jeune Docteur Kildare (Dr. Kildare)
  - Saison 4, épisode 30 Believe and Live
- 1966 : Bonanza
  - Saison 7, épisode 28 The Unwritten Commandment de Gerd Oswald
- 1966 : Des agents très spéciaux (The Man from U.N.C.L.E.)
  - Saison 3, épisode 13 L'Usurpateur (The Abominable Snowman Affair)
- 1967 : Tarzan
  - Saison 2, épisode 1 Tiger, Tiger ! d'Harmon Jones
- 1978 : Embarquement immédiat (Flying High)
  - Saison unique, épisode 5 In the Still of the Night
- 1978-1982 : L'Île fantastique (Fantasy Island)
  - Saison 1, épisode 13 Reunion / Anniversary (1978) d'Allen Baron et John Newland
  - Saison 5, épisode 2 Devil and Mr. Roarke / Ziegfeld Girls / Kid Corey Rides Again (1981) de Don Chaffey
  - Saison 6, épisode 8 The Kleptomaniac / Thank God, I'm a Country Girl (1982)
- 1979 : Galactica (Battlestar Galactica)
  - Saison unique, épisode 17 La Voix du sang (The Man with Nine Lives) de Rod Holcomb
- 1979 : Vegas (Vega$)
  - Saison 1, épisode 19 Doubtful Target
- 1979 : Buck Rogers au XXVe siècle (Buck Rogers in the 25th Century)
  - Saison 1, épisode 10 Planète des Amazones (Planet of the Amazon Women)
- 1982 : Monsieur Merlin ou Un certain Monsieur Merlin (Mr. Merlin)
  - Saison unique, épisode 21 Arrivederci Dink
- 1982-1983 : Falcon Crest, feuilleton
  - Saison 2, épisode 10 Confrontations (1982) de Bill Duke, épisode 13 Pas De Deux (1983), épisode 14 Above Suspicion (1983), épisode 15 Broken Promises (1983), épisode 16 Deliberate Disclosure (1983) et épisode 17 Love, Honor and Obey (1983)
- 1983 : Matt Houston
  - Saison 1, épisode 17 Here's Another Fine Mess de Cliff Bole
- 1984 : Hôtel (Hotel), feuilleton
  - Saison 1, épisode 14 Tomorrows
- 1985 : Hôpital central (General Hospital)
  - Saison unique, épisode (titre non spécifié) diffusé le 9 mai 1985
- 1986 : Arabesque (Murder, She Wrote)
  - Saison 2, épisode 18 Cadavres en vrac (If a Body Meet a Body) de Walter Grauman : Agnes Shipley
- 1992 : La Loi de Los Angeles (L.A. Law)
  - Saison 6, épisode 12 Un avocat qui monte (I'm Ready for My Closeup, Mr. Markowitz) de Brad Silberling
- 1993-1998 : Alerte à Malibu (Baywatch)
  - Saison 3, épisode 12 Une question de vie ou de mort (A Matter of Life and Death, 1993) de Sidney Hayers
  - Saison 5, épisode 13 Un choix difficile (Rubber Ducky, 1995) et épisode 17 La Fête des pères (Fathers Day, 1995)
  - Saison 6, épisode 7 Les Saisons de la vie (To Everything There Is a Season, 1995) de Douglas Schwartz
  - Saison 8, épisode 19 Nounou professionnelle (Diabolique, 1998) de Parker Stevenson

Téléfilms
- 1967 : Ghostbreakers de Don Medford
- 1992 : A Message from Holly de Rod Holcomb
- 2008 : Meurtres à l'Empire State Building (titre original) de William Karel

## Théâtre musical (sélection)
(comédies musicales, à Broadway, sauf mention contraire)
- 1947 : Street Scene, drame musical, musique de Kurt Weill, lyrics de Langston Hughes, livret d'Elmer Rice (d'après sa pièce éponyme), direction musicale de Maurice Abravanel, avec Hope Emerson
- 1948-1949 : My Romance, musique de Sigmund Romberg, lyrics, livret et mise en scène de Rowland Leigh
- 1948-1951 : Kiss Me, Kate, musique et lyrics de Cole Porter, livret de Bella et Samuel Spewack, d'après La Mégère apprivoisée (The Taming of the Shrew) de William Shakespeare, chorégraphie d'Hanya Holm, orchestrations de Robert Russell Bennett, avec Alfred Drake (remplacé par Keith Andes à des dates non spécifiées), Patricia Morison (remplacée par Anne Jeffreys à des dates non spécifiées)
- 1952 : Three Wishes for Jamie, musique et lyrics de Ralph Blane, livret de Charles O'Neal et Abe Burrows, chorégraphie de Ted Cappy, Herbert Ross et Eugene Loring, orchestrations de Robert Russell Bennett, avec Royal Dano, Ralph Morgan
- 1965 : Kismet, musique d'Alexandre Borodine, adaptation et lyrics de Robert C. Wright et George Forrest, livret de Charles Lederer et Luther Davis, avec Alfred Drake, Henry Calvin (au Lincoln Center de New York et en tournée)